# Christophe Nduwarugira
Christophe Nduwarugira (sinh ngày 22 tháng 6 năm 1994) là một cầu thủ bóng đá người Burundi thi đấu ở vị trí tiền vệ cho União da Madeira ở Bồ Đào Nha cho mượn từ Chibuto.

## Sự nghiệp quốc tế
Anh được huấn luyện viên đội tuyển quốc gia Lofty Naseem triệu tập để đại diện Burundi tham dự Cúp bóng đá châu Phi 2014 tổ chức ở Nam Phi.